# Альто-Осписио
Альто-Осписио (исп. Alto Hospicio) — город и коммуна в Чили, в провинции Икике и области Тарапака.
Территория — 572,9 км². Численность населения — 108 375 жителя (2017). Плотность населения — 189,2 чел./км².

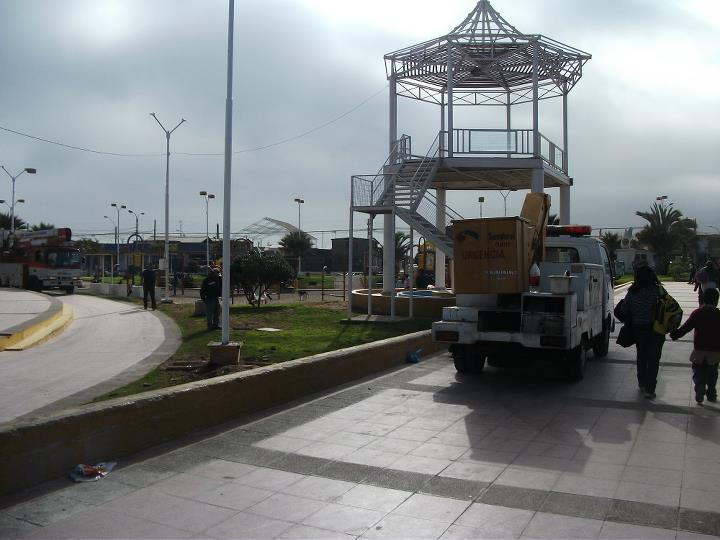
Площадь Армас

## Расположение
Город Альто-Осписио является городом-спутником Икике и расположен в 10 км от него.
Коммуна граничит:
- на севере — коммуна Уара
- на востоке — коммуна Посо-Альмонте
- на юге — коммуна Посо-Альмонте
- на западе — коммуна Икике

## История
История Альто-Осписио восходят к береговым (чангос) аборигенам, которые, после изнуряющего 550-метрового восхождения из небольшой бухты Ике-Ике через спуск Бахада-де-ла-Мула, задерживались для отдыха на этом плоскогорье.
В течение правления Тупак Инка Юпанки (1380—1410 н. э.), начинается использование месторождения серебра Уантахайя, в 3 километрах на север от настоящего расположения Альто-Осписио. Использование месторождения продолжалось с разной степенью интенсивности до конца XVIII века, когда Басилио де ла Фуенте, разбогатевший на добыче минералов, финансировал важные работы по орошению ущелья.
После Войны Тихого океана, Альто-Осписио был малолюдной железнодорожной станцией по отгрузке селитры, где жили не более 100 человек. К 50-м годам XX века здесь основали поселение индейцев аймара, происходящих из внутренних областей, которые построили здесь свои скромные дома с посадками и домашними животными.
Экономический расцвет, который испытал Икике в начале 1990-х годов, способствовал тому, что Альто-Осписио испытал демографический взрыв, переходя из маленького посёлка, который не насчитывал и 2000 обитателей, в огромный город с тысячами жителей. Альто-Осписио находится на расстоянии 10 километров и в 600 м выше прибрежного Икике.
В августе 2007 была открыта больница скорой помощи Альто-Осписио, в секторе Ла-Пампа.
Город превратился в коммуну 12 апреля 2004, когда был принят проект закона, который основал коммуну Альто-Осписио, отделённую от коммуны Икике.

## Демография
Согласно сведениям, собранным в ходе переписи 2017 г Национальным институтом статистики (INE), население коммуны составляет:
| Полное население                          | Полное население                          | Полное население                          | Полное население                          | Полное население                          | 108 375 |
| ----------------------------------------- | ----------------------------------------- | ----------------------------------------- | ----------------------------------------- | ----------------------------------------- | ------- |
| в том числе:                              | Городское население                       | 105 884                                   | Процент городского населения, %           | 97,70                                     |         |
|                                           | Сельское население                        | 2 491                                     | Процент сельского населения, %            | 2,30                                      |         |
|                                           | Мужское население                         | 54 206                                    | Процент мужского населения, %             | 50,02                                     |         |
|                                           | Женское население                         | 54 169                                    | Процент женского населения, %             | 49,98                                     |         |
| Плотность населения, чел/км²              | Плотность населения, чел/км²              | Плотность населения, чел/км²              | Плотность населения, чел/км²              | Плотность населения, чел/км²              | 189,2   |
| Население коммуны в % к населению области | Население коммуны в % к населению области | Население коммуны в % к населению области | Население коммуны в % к населению области | Население коммуны в % к населению области | 32,79   |

| Динамика изменения населения коммуны | Динамика изменения населения коммуны | Динамика изменения населения коммуны | Динамика изменения населения коммуны |
| ------------------------------------ | ------------------------------------ | ------------------------------------ | ------------------------------------ |
| 1992                                 | 2002                                 | 2012                                 | 2017                                 |
| —                                    | —                                    | 94455                                | 108375▲                              |

Согласно переписи 1992 г., перед созданием коммуны Альто-Осписио она являлась районом Уантахайя в коммуне Икике с населением 5588 чел.

## Важнейшие населенные пункты[4]
| № | Населённый пункт | Населённый пункт (исп.) | Категория | Население чел. (2019) | На карте                        |
| - | ---------------- | ----------------------- | --------- | --------------------- | ------------------------------- |
| 1 | Альто-Осписио    | Alto Hospicio           | город     | 105065                | 20°16′32″ ю. ш. 70°05′52″ з. д. |
| 2 | Уантахая         | Huantajaya              | деревня   | 2399                  | 20°14′37″ ю. ш. 70°03′38″ з. д. |